# 昆伯蘭灣

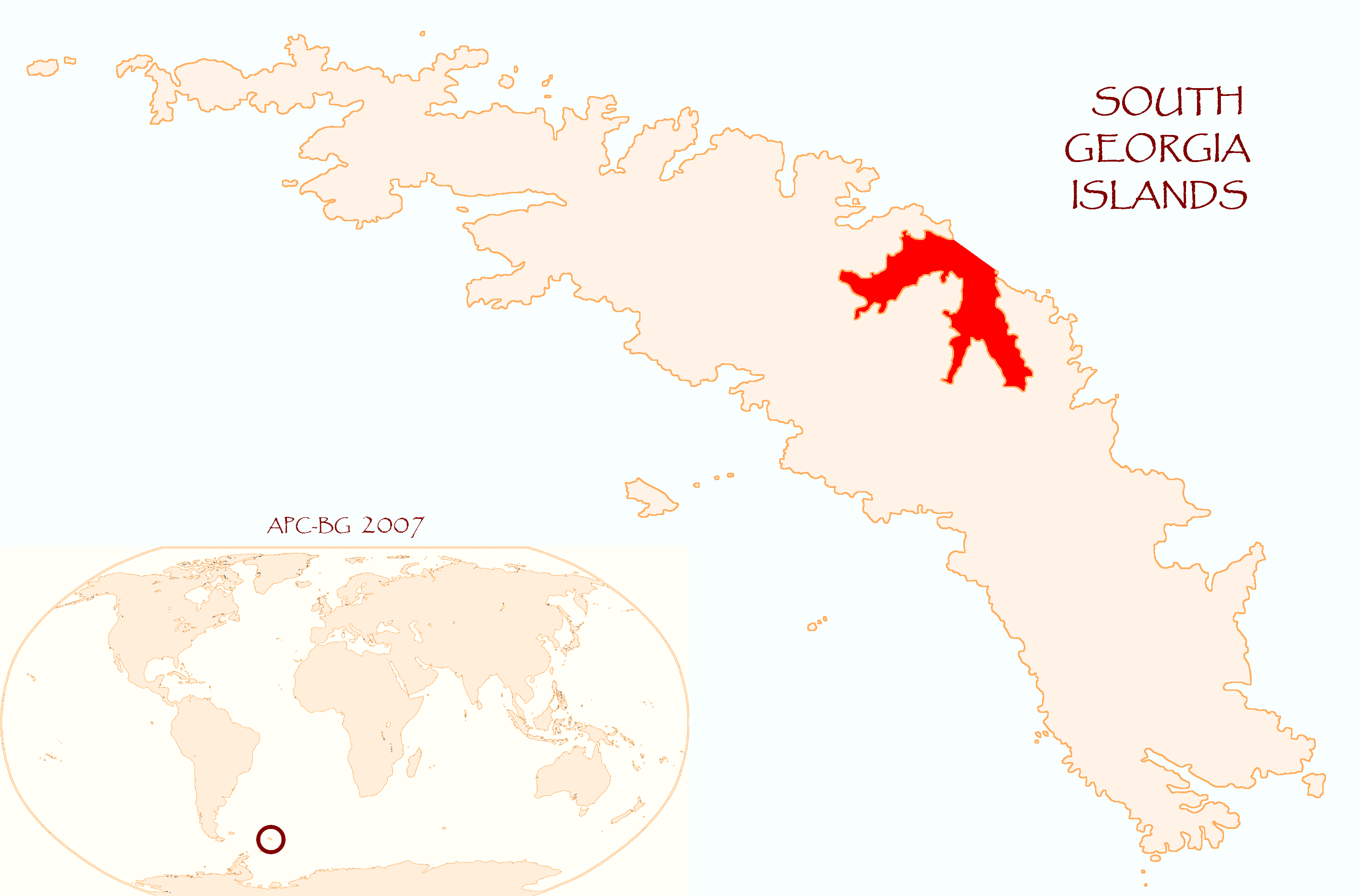
昆伯蘭灣在南喬治亞島的位置

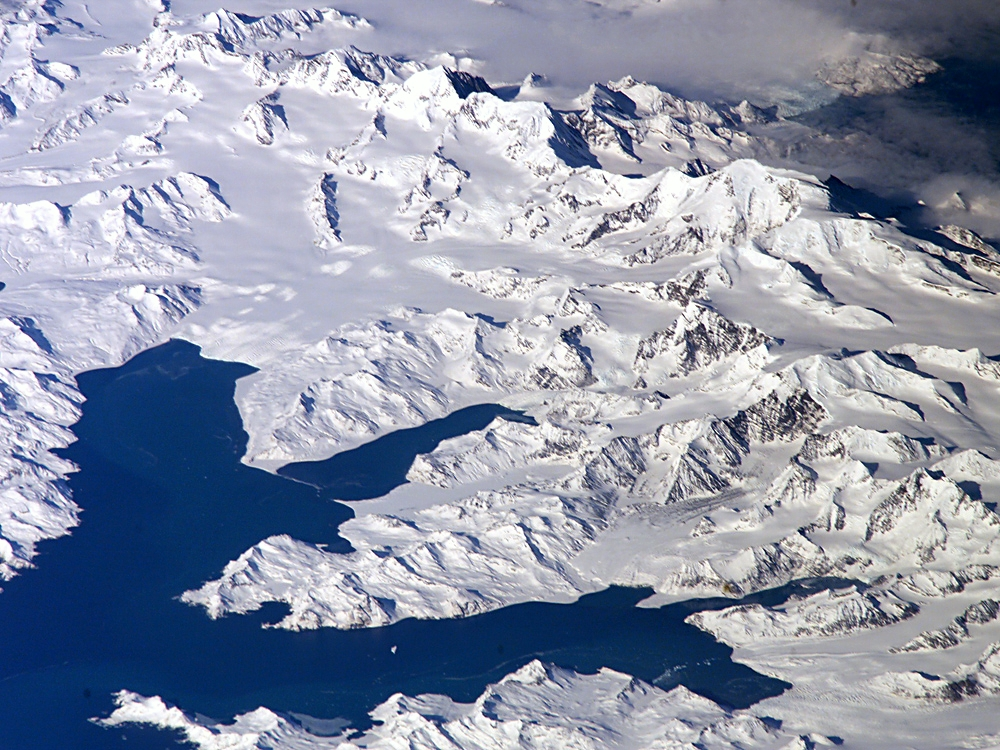

昆伯蘭灣（英語：Cumberland Bay）是南極洲的海灣，位於南喬治亞島北岸，拉森角和巴爾夫角之間，長14公里、寬6.4公里，分為昆伯蘭西灣和昆伯蘭東灣。在1775年由英國探險家詹姆斯·庫克率領的探險隊發現和命名。
54°14′S 36°28′W / 54.233°S 36.467°W